# Линден, Рэнди
Рэндал (Рэнди) Н. Линден (англ. Randal (Randy) N. Linden; род. 6 января 1970, Торонто, Канада) — канадский программист, известный своей комплексной работой по воссозданию видеоигр и созданию эмуляторов. Работы Линдена включают в себя примечательные воссоздания видеоигр, методы эмуляции, техники перекомпиляции и оптимизации кода, а также практики программирования.
Начиная заниматься программированием как хобби в начале восьмидесятых годов, Линден вскоре перешёл к профессиональной деятельности, где его ранние работы включали в себя разработку коммерческих видеоигр и прикладного программного обеспечения для компьютеров Commodore 64, Commodore 128 и Amiga. В 1989 году, спустя шесть лет после начала своей деятельности в программировании, Линден разработал версию видеоигры «Dragon’s Lair» (с англ. — «Логово дракона») для компьютера Amiga. Эта версия приобрела известность, будучи первой видеоигрой, в которой была реализована потоковая передача полноэкранной анимации и звука с гибких дисков на домашнем компьютере. Затем Линден обратил своё внимание на разработку видеоигр для игровых приставок и получил широкое признание за свою версию видеоигры «Doom» для Super NES, успешно преодолев значительный разрыв в вычислительной мощности между Super NES и рекомендуемыми системными требованиями версии видеоигры для PC.
Линден к тому же известен как создатель «bleem!», эмулятора PlayStation для Microsoft Windows, а также версии для Dreamcast, «bleemcast!», разработанной совместно с Родериком Маром. Помимо этого, в его портфолио входит «Cyboid», видеоигра в жанре шутера от первого лица, вдохновлённая видеоигрой «Quake II», для устройств Android, Amazon Fire и Symbian. Деятельность Линдена не ограничивается разработкой видеоигр; он также сыграл значительную роль в компании Microsoft, работая над такими продуктами, как игровая приставка Xbox 360, Kinect и Microsoft Band. В настоящее время Линден является сотрудником компании Limited Run Games.

## Детство и юность
В конце семидесятых годов Линден впервые столкнулся с компьютерами, когда его школа приобрела компьютер Commodore PET 4032, предоставив учащимся возможность бронировать время за устройством в целях обучения программирования. Линден начал программировать в 1981 году, в возрасте 11 лет, создав свою первую компьютерную программу на языке BASIC. Примерно два года спустя, в 1983 году, мать подарила Линдену на день рождения комплект Commodore 64, в который входили монитор и рабочий стол. Именно тогда он написал свою первую программу на языке ассемблера 6502. Тот же год ознаменовал начало пути Линдена в разработке видеоигр: он создал видеоигру «Barriers» для Commodore PET, которая так и не была выпущена. В то время Линден обратил внимание на клон видеоигры «Space Invaders» (с англ. — «Космические захватчики»), автором которой был программист Джим Баттерфилд, живший, как и он, в Торонто. Линден нашёл контактные данные Баттерфилда в телефонном справочнике и связался с ним. Беседа, которая последовала за этим, и в которой Баттерфилд обстоятельно отвечал на вопросы юного Линдена, оказала глубокое влияние на его будущее профессиональное направление и карьеру.

## Карьера

### Начало карьеры
Первой профессионально изданной видеоигрой Линдена стала «Bubbles», клон видеоигры «Centipede» для Commodore 64, выпущенной, когда ему было 13 лет. Эту видеоигру выпустила на рынок компания Syntax Software, стартап из Торонто, принадлежащий Рэнди Лайонсу. После того как Линден связался с Лайонсом с предложением о публикации Bubbles и некоторое время работал в Syntax Software в качестве программиста с неполной занятостью, компания согласилась издать его видеоигру.

### Прикладное программное обеспечение
Помимо работы над видеоиграми, Линден также разрабатывал прикладное программное обеспечение, включая приложение базы данных для компьютеров Commodore 64 и 128. Изначально приложение называлось «Paperback Filer» и было издано компанией Digital Solutions; позже оно было переименовано в «Pocket Filer».

#### The 64 Emulator
В 1988 году Линден создал эмулятор Commodore 64 для компьютера Amiga, который получил название «The 64 Emulator». Этот эмулятор, созданный совместно с Дэвидом Фостером и изданный компанией ReadySoft, возможно, стал первым коммерчески доступным эмулятором такого рода. Сфокусированный на точности воспроизведения, а не на скорости, эмулятор использовал техники интерпретативной эмуляции. Дизайн эмулятора, включавший поддержку подключения дисководов Commodore 1541, Commodore 1571 и Commodore 1581 к Amiga с использованием специально разработанного кабеля для параллельного порта, позволял точно воссоздавать системную среду Commodore 64, обеспечивая высокоточное воспроизведение программного обеспечения Commodore 64 на компьютере Amiga. Примечательно, что розничные единицы вышеупомянутого кабеля собирались вручную энтузиастами в подвале в городе Торонто. В дальнейшем был выпущен преемник эмулятора под названием «The 64 Emulator 2».

### Visionary Design Technologies
В 1988 году Линден основал компанию Visionary Design Technologies в подвале дома своей матери. Первым продуктом компании стала версия видеоигры «Dragon’s Lair» для компьютера Amiga, посвящённой фэнтезийной тематике. Эта версия установила прецедент, став первой видеоигрой, в которой была реализована потоковая передача полноэкранной анимации и звука с гибких дисков на домашнем компьютере.

#### Dragon’s Lair для Amiga
«Dragon’s Lair» — это видеоигра в жанре фэнтези и первая часть одноимённой серии видеоигр, созданной Риком Дайером, Доном Блутом, Гари Голдманом и  Джоном Помероем. Впервые выпущенная как аркадная видеоигра на носителе LaserDisc компанией Cinematronics в 1983 году, Dragon’s Lair произвела впечатление на Линдена, который пожелал создать версию видеоигры для компьютера Amiga. Следуя своей характерной методике, Линден с нуля воссоздал всю логику видеоигры для версии на Amiga, включая интерактивность, анимацию и воспроизведение звука, делая Dragon’s Lair для Amiga не «портом», а полностью новым программным исполнением видеоигры. В этом контексте, разработка версии видеоигры для компьютера Amiga требовала от Линдена захвата и оцифровки всех анимационных секвенций, найденных на носителе LaserDisc аркадной версии. Для этого Линден использовал цифровизатор производства компании SunRize Industries. После обсуждения своего проекта с ними SunRize Industries предоставила Линдену прототип усовершенствованной версии цифровизатора, исключившую необходимость повторного прохода с использованием цветных фильтров. SunRize Industries была основана Энтони Вудом, который позже основал компанию Roku, Inc.
Изданная компанией ReadySoft, версия Dragon’s Lair для Amiga была выпущена в 1989 году.
В более поздних интервью дизайнер и программист видеоигр Эрик Шайи отметил, что работа Линдена над Dragon’s Lair для Amiga послужила для него источником вдохновения при реализации графики в видеоигре «Another World» (с англ. — «Другой мир»).

##### Метод повторного использования памяти WCS
Dragon’s Lair для Amiga также ввела уникальный метод, позволявший видеоигре работать на компьютере Amiga 1000 с 512К оперативной памяти, хотя сама видеоигра требовала 768К. В дополнение к основным 512К компьютер Amiga 1000 обладал скромным загрузочным процессом, требующим загрузки носителя «Kickstart». Этот носитель действовал в качестве загрузчика операционной системы, объёмом 256К. Этот загрузчик затем помещался в оперативную память, занимая так называемое «Writable Control Store» (WCS). После загрузки Kickstart в WCS устанавливается регистр, переключающий соответствующую память в режим исключительного чтения до следующей полной перезагрузки машины. Следовательно, для использования WCS в качестве оперативной памяти требовалось произвести перезагрузку. Линден реализовал «мягкий сброс» для перезапуска загрузочного процесса таким образом, чтобы он начинал выполнение, однако с ключевым отличием: на этот раз обычная логика инициализации пропускалась, что позволяло напрямую передавать управление загрузчику видеоигры Линдена. Этот новаторский подход позволил Dragon’s Lair работать на стандартной конфигурации компьютера Amiga 1000, объединив его 512К оперативной памяти с дополнительными 256К из WCS, в сумме получая 768К. В свою очередь, для запуска Dragon’s Lair на компьютере Amiga 500 требовалось увеличение оперативной памяти, поскольку он поставлялся только с 512К оперативной памяти и не имел WCS.

#### Другие видеоигры
Компания Visionary Design Technologies также издавала видеоигры, созданные другими разработчиками. Видеоигра для Amiga «Vortex» (не следует принимать за одноимённую видеоигру от компании Argonaut Games), разработанная Ансельмом «Энди» Хуком, была издана компанией в 1989 году. В том же году Visionary Design Technologies также издала видеоигру для Amiga «Datastorm». Видеоигра была разработана Сёреном Грёнбехом, с музыкой, скомпонованной Тиммом Энгельсом.

### Последующие работы
После выпуска Dragon’s Lair для Amiga, Линден занялся разработкой версии «Dragon’s Lair: Escape from Singe’s Castle», также для компьютера Amiga, которую издала компания Bethesda Softworks в 1990 году. Эта видеоигра включала уровни, отсутствующие в выпуске Dragon’s Lair для Amiga, а также новый контент. К тому же, в видеоигру была добавлена возможность синхронизации с оригинальной видеоигрой Dragon’s Lair для Amiga, что позволяло переносить видеоигру на жёсткий диск для ускорения загрузки и исключения необходимости смены носителей.
Во время работы в Bethesda Softworks Линден также участвовал в портировании видеоигры для ПК «Wayne Gretzky Hockey» на NES. Этот порт был издан в январе 1991 года. После этого Линден совместно с программистом Полом Колетта занимался разработкой видеоигр «Home Alone» (с англ. — «Один дома») и «Where's Waldo?» для NES, при этом музыку к последней компоновал Джулиан Лефэй. Изданные соответственно компаниями THQ и Bethesda Softworks, обе видеоигры были приняты критиками без энтузиазма.

### Работа в компании Sculptured Software
Линден присоединился к компании Sculptured Software в 1994 году в качестве разработчика видеоигр для Super NES, затем переключая своё внимание на создание инструментального программного обеспечения. В этот период Линден посетил конференцию разработчиков Nintendo, на которой был представлен сопроцессор «Super FX» от компании Argonaut Games и его потенциал на примере демонстрации видеоигры «Star Fox», использующей его. Работодатель Линдена в то время, компания Sculptured Software, также впечатлённая возможностями чипа, решила разработать собственную видеоигру на основе Super FX. Видеоигра получила название «Dirt Trax FX», и её программистом стал Джон Морган.
В интервью с Software Engineering Daily Линден отметил, что на момент начала разработки видеоигры Dirt Trax FX у его группы не было доступа к необходимому инструментальному программному обеспечению для чипа Super FX. Чтобы преодолеть это препятствие, Линдену был поручен процесс создания собственных инструментов разработки с нуля, включая ассемблер, компоновщик (линкер) и отладчик, необходимые для программирования на чипе Super FX. Это решение позволило компании впоследствии приступить к разработке видеоигры Dirt Trax FX.

#### Doom для Super NES
Вдохновение Линдена на создание версии технически требовательной на то время видеоигры «Doom» для Super NES пришло после посещения упомянутой ранее конференции разработчиков Nintendo. Данный опыт укрепил убеждение Линдена в целесообразности использования чипа Super FX с целью создания версии видеоигры для Super NES. Дополнительно мотивированный примером своих коллег, играющих в Doom в режиме Deathmatch (с англ. — «смертельный бой») по вечерам, Линден взял на себя инициативу самостоятельно разработать версию видеоигры для Super NES, представив её компании Sculptured Software только после создания рабочего демо. Признав потенциал проекта, и получив разрешение от id Software, компания Sculptured Software выделила группу для работы над ним, чтобы успеть выпустить видеоигру к праздничному сезону. Во время разработки Линден использовал инструментарий, созданный им для производства Dirt Trax FX. Для программирования он использовал компьютер Amiga, адаптировав игровые контроллеры игровой приставки Super NES для работы с ним и используя разобранный игровой картридж видеоигры Star Fox для доступа к чипу Super FX. У Линдена не было доступа к исходному коду версии Doom для ПК, что делает версию для Super NES не «портом» в техническом смысле, а проектом программирования, начатым с нуля. Версия Doom для Super NES также не использует движок id Tech 1, найденный в версии для ПК; вместо этого она работает на основе «Reality Engine», специализированном игровом движке, разработанном ад-хок Линденом на языках ассемблера 65816 и Super FX.
«DOOM-FX», как его стали называть, часто упоминается как «Impossible Port» (с англ. — «невозможный порт») [хотя, по вышеупомянутой причине, Doom для Super NES не является портом в его техническом смысле, со временем повседневное использование этого термина стало более широким]; Super NES, даже с преимуществом, предоставляемым вторым поколением сопроцессора Super FX — RISC-чип с частотой 21,4 МГц — все ещё значительно уступал рекомендуемым системным требованиям версии для ПК, которые составляли процессор 80486 с частотой 66 МГц, 8 Мб оперативной памяти и видеоадаптер VGA.
В Северной Америке версия Doom для Super NES была выпущена 1 сентября 1995 года, издательством Williams Entertainment. В Европе видеоигру издала компания Ocean Software, где она была выпущена 26 октября 1995 года. Наконец, в Японии видеоигру на рынок вывела компания Imagineer, и она была выпущена 1 марта 1996 года.
Более двадцати лет спустя, Линден выразил в интервью свой энтузиазм к выполнению проектов, таких как версия Doom для Super NES, что отражает общую тенденцию его карьеры. Хотя он не упомянул видеоигру конкретно, он подчеркнул свой интерес к осуществлению технических проектов, которые широко считаются непреодолимыми, отмечая, что ему «[нравятся] технические проекты и задачи в сфере программирования, которые люди считают невозможными для реализации». В отдельном интервью, проведённом Nintendo Life, сайтом, посвящённым новостям и обзорам Nintendo, Линден отметил, что «[…] создание „невозможного порта“, как я сделал, когда создал DOOM для Super NES, это один из тех вызовов, о которых вы знаете в глубине души, что если будете упорно стараться, то это похоже на Паровозика, который смог. Вы просто должны продолжать пытаться, и в конечном итоге окажетесь на вершине».

##### Публикация исходного кода
В 2020 году, Линден обнародовал исходный код оригинальной версии Doom для Super NES вместе с сопутствующими инструментами разработки в бинарном виде. Линден отметил, что причиной публикации исходного кода была отсутствие доступного образца исходного кода полной видеоигры для Super NES или в частности видеоигры, использующей чип Super FX. Следовательно, Линден посчитал важным поддержать других программистов в их обучении и развитии, сделав исходный код видеоигры общедоступным под лицензией GPLv3.

##### Улучшенная версия
8 августа 2024 года компания Limited Run Games анонсировала новую и улучшенную версию Doom для Super NES, которая будет доступна в физическом выпуске. Почти 30 лет спустя после оригинального выхода Doom для Super NES, Линден, ныне сотрудник Limited Run Games, вернулся к разработке этого улучшенного издания. Обновлённая версия будет включать в себя все четыре эпизода Doom, включая «Thy Flesh Consumed», который был впервые представлен в 1995 году в обновлённой версии видеоигры для ПК под названием «The Ultimate Doom», а также будут включаться уровни, отсутствовавшие в оригинальной версии видеоигры для Super NES, в которой было только 22 уровня по сравнению с 27 в версии для ПК. Кроме того, в обновлённой версии видеоигры для Super NES, которая будет включать усовершенствованный сопроцессор, совместимый с Super FX, будут реализованы возможность кругового стрейфа (circle-strafe), улучшения производительности, респаун монстров на уровне сложности «Nightmare», полупрозрачный рендеринг демона «Spectre», коды уровней, проигрыватель игровой музыки, доступный через меню, и поддержка вибрации посредством специализированного, нового игрового контроллера. Выпуск обновлённой версии Doom для Super NES запланирован на 2025 год.

### bleem! и bleemcast!

#### bleem!
В 1998 году, будучи мотивированным обширным ассортиментом качественных видеоигр, доступных для игровой приставки PlayStation, а также возможностью беспрепятственно просматривать содержимое оптических игровых носителей PlayStation на ПК, Линден нацелился на создание эмулятора PlayStation для Microsoft Windows. После приобретения в книжном магазине справочника по архитектуре MIPS, которая применялась в PlayStation, он приступил к изучению системы. Эмулятор под названием «bleem!» был разработан примерно за год, что привело к его начальному выпуску 15 мая 1999 года.
Линден начал разработку bleem!, изучая инструкции процессора MIPS и реализуя их эмуляцию пошагово, сфокусировавшись на тех, которые были необходимы для каждой конкретной PlayStation видеоигры, которую он тестировал. Он реализовывал поддержку кодов операций — таких как сложение, сравнение и вычитание — в порядке их появления, в конечном итоге охватывая большинство набора инструкций процессора. Когда поддержка основной части инструкций ЦП была реализована, Линден перенаправил своё внимание на изучение способа, с помощью которого видеоигры для PlayStation управляют графикой. Он спроектировал эмулятор таким образом, чтобы операции записи в память, связанные с графической обработкой, перехватывались и преобразовывались в многоугольники (полигоны) для их последующего отображения на ПК. Данный подход обеспечил использование улучшенных графических возможностей ПК, позволяя выводить изображение с более высоким разрешением, при этом оставаясь прозрачным для самих видеоигр во время их воспроизведения на bleem!.
Системные требования bleem! были заметно скромными для своего времени, предполагая работоспособность на процессоре Intel Pentium MMX с частотой 233 МГц и 16 Мб оперативной памяти. Хотя изначально как минимум требовался процессор Intel Pentium с частотой 166 МГц, эти спецификации впоследствии были слегка ужесточены. В интервью 1999 года с изданием IGN Дэвид Герполшаймер, партнёр Линдена по bleem!, упомянул, что сам Линден разрабатывает bleem! на системе с процессором Intel Pentium MMX с частотой 200 МГц, стремясь максимально расширить совместимость эмулятора с самыми низкими системными требованиями на основе личного опыта. Тем не менее, bleem! поддерживал передовые технологии процессоров, такие как уже устаревший набор SIMD-инструкций 3DNow! от AMD, введённый с процессором AMD K6-2 в 1998 году.
В плане графики bleem! предоставлял поддержку как программного, так и аппаратного рендеринга, последний был реализован посредством графического API Direct3D. Несмотря на поддержку 3D-ускорителей от Nvidia, ATI (на сегодняшний день AMD), 3dfx, Matrox и S3, наличие 3D-ускорителя не являлось обязательным для работы эмулятора. Ключом к производительности bleem! было исключительное использование языка программирования ассемблера x86 при его программировании, без каких-либо компонентов, написанных на более высокоуровневых языках, таких как C или C++. Разработанный с использованием техник низкоуровневой (LLE) и высокоуровневой эмуляции (HLE), bleem! был способен производительно эмулировать видеоигры для PlayStation даже на относительно слабых ПК того времени.
Примерно через два десятилетия после запуска bleem!, Линден отметил в интервью, что «[bleem!] являлся первоначальной демонстрацией, использованной для презентации концепции Xbox Биллу Гейтсу». Впоследствии, Линден получил запрос о создании модифицированной версии эмулятора без упоминаний бренда bleem!. Он отметил, что эта версия использовалась Microsoft внутренне для демонстрации Гейтсу возможности создания игровой приставки на базе ПК.

#### bleemcast!
Идея о «bleemcast!», версии bleem! для Dreamcast, была задумана Дэвидом Герполшаймером. Линден был убеждён, что благодаря аппаратному обеспечению Dreamcast можно добиться улучшенного воспроизведения эмулированных видеоигр по сравнению с тем, что возможно на ПК. Герполшаймер начал общение с компанией Sega, посетив Японию для обсуждения проекта с её президентом и советом директоров. Несмотря на эти усилия, Sega в итоге решила не давать официального одобрения на выпуск bleemcast!, что заставило Линдена продолжать работу над проектом без возможности использовать комплект для разработки программного обеспечения (SDK) Dreamcast.
В процессе разработки bleemcast! Линден изучил различные библиотеки Dreamcast, чтобы определить и обойти аппаратный сбой в графическом чипе PowerVR Series2, используемым в Dreamcast. Этот аппаратный сбой влиял на воспроизведение одной из видеоигр, совместимых в будущем с эмулятором. В отличие от версии bleem! для Windows, которая изначально поддерживала широкий спектр видеоигр, bleemcast! был адаптирован под отдельные видеоигры, требуя отдельного издания bleemcast! для каждой из поддерживаемых.
В соавторстве с Родериком Маром, bleemcast! был полностью разработан на языке ассемблера SH-4, в изоляции от любого программного кода, использованного в версии bleem! для Windows. Работа над проектом заняла примерно год. Отличаясь как единственный случай, когда одна игровая приставка, все ещё активная в своём жизненном цикле в то время, была эмулирована на другой игровой приставке, «bleemcast! для Gran Turismo 2» был выпущен 4 июня 2001 года, за ним последовали «bleemcast! для Metal Gear Solid» и «bleemcast! для Tekken 3» 30 и 31 октября 2001 года, соответственно.

### Прототип Quake для Game Boy Advance
В 2002 году Линден начал создание прототипа версии видеоигры Quake для портативной игровой системы Game Boy Advance. Подобно его работе над версией Doom для Super NES, он разработал этот прототип как техническую демонстрацию, направленную на привлечение издателей компьютерных игр. Демонстрация включала в себя первый уровень видеоигры, известный как E1M1, и состояла из примерно 200 000 строк кода на языке ассемблера ARM7. Не найдя издателя, Линден сместил акцент на улучшение технологии движка демоверсии. Вновь разработанный с целью привлечения издателей компьютерных игр, усовершенствованный вариант движка содержал улучшенные анимации, эффекты точечного освещения, модернизации в использовании камеры и улучшения управления подводными сегментами.
Около двадцати лет спустя, в 2022 году, Линден наткнулся на свою работу над прототипом видеоигры Quake для Game Boy Advance на флеш-накопителе, что привело к её последующему освещению в видеоигровых СМИ.

### Работа в компании Microsoft
В 2007 году две разные группы из компании Microsoft обратились к Линдену, желая заинтересовать его должностью. Линден принял решение вступить в группу, занимающуюся разработкой инструментов для разработчиков, в качестве руководителя группы. Находясь в Microsoft, Линден принимал участие в инженерной разработке нескольких продуктов, в том числе игровая приставка Xbox 360, Kinect и Microsoft Band.

### R&R Digital

#### Cyboid
Используя усовершенствованную версию движка, изначально созданного для прототипа Quake на Game Boy Advance, Линден выпустил версию «Cyboid» для Symbian, шутера от первого лица, вдохновлённого видеоигрой «Quake II», в 2006 году.
После прекращения производства Microsoft Band в 2016 году, Линден, проведший почти десятилетие в Microsoft, решил покинуть компанию. Затем он основал компанию R&R Digital, которая выпустила Cyboid для Amazon Fire 25 октября 2016 года, и последовательно для Android 25 марта 2017 года.

### Настоящее время
В настоящее время Линден работает в компании Limited Run Games, где его внимание сосредоточено на «Carbon Engine». Часто выступая технической основой для видеоигр Limited Run Games, Carbon Engine охватывает ряд эмуляторов игровых приставок, зачастую интегрируемых с улучшенными версиями оригинальных видеоигр, с целью обогащения игрового опыта (геймплей).

## Личная жизнь
В девяностых годах Линден являлся добровольцем пожарной службы, сначала в Гейтерсберге, штат Мэриленд, а затем в Сан-Диего, штат Калифорния. После периода добровольческой службы Линден был принят на работу профессиональным пожарным в дистрикте защиты от пожаров Крест/Восточный округ в Сан-Диего, штат Калифорния.
Родом из Торонто, Онтарио, Канада, Линден на данный момент проживает в Сиэтле, штат Вашингтон.